# Motorradstraße Deutschland

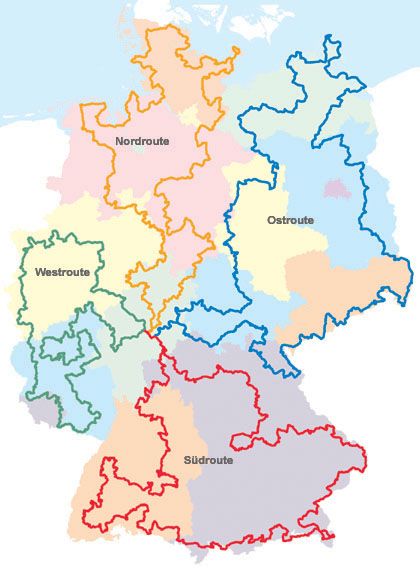

De Motorradstraße Deutschland of MSD is een toeristische autoroute specifiek ontworpen voor motoren in Duitsland. De route werd op 8 mei 2004 geopend door Friedel Münch in Laubach/Vogelsberg. Ze bestaat uit een noord-, west-, zuid- en oostroute van 2500 kilometer, die telkens in Vogelsberg uitkomen.